# Pietà (Fougères)

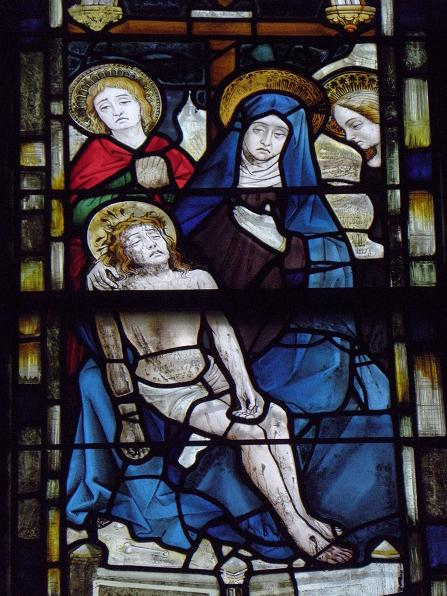
Fenster Pietà in Fougères (Ausschnitt)

Das Fenster Pietà in der katholischen Pfarrkirche St-Léonard in Fougères, einer französischen Stadt im Département Ille-et-Vilaine in der Region Bretagne, wurde im 16. Jahrhundert geschaffen. Das Bleiglasfenster wurde 1906 als Monument historique in die Liste der denkmalgeschützten Objekte (Base Palissy) in Frankreich aufgenommen.
Das zweigeteilte Fenster in der südlichen Kapelle stammt aus einer unbekannten Werkstatt. Es stellt Maria als Mater Dolorosa (Schmerzensmutter) mit dem Leichnam des vom Kreuz abgenommenen Jesus Christus dar, die sogenannte Pietà. 